# Paul Rother (Orgelbauer)

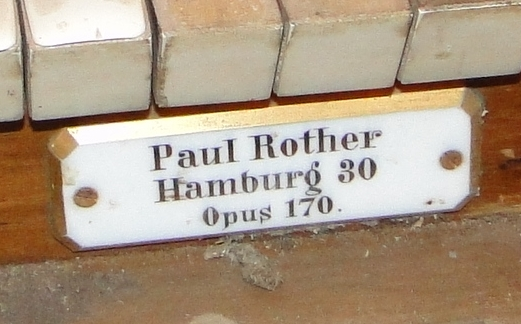
Schild an der Orgel der Dorfkirche in Zehna

Franz Joseph Paul Rother (* 5. Januar 1871 in Schweidnitz, Niederschlesien; † 9. Juni 1960 in Hamburg) war ein Hamburger Orgelbaumeister.

## Leben
Nach dem Tod des Hamburger Orgelbaumeisters Christian Heinrich Wolfsteller übernahm Rother im Jahr 1899 dessen „Hamburger Orgelbauanstalt“ und führte diese bis 1950 fort. Nach Rothers Tod ist die Firma endgültig erloschen und wurde 1960 aus der Handwerksrolle ausgetragen.
Rother war seit 1902 in erster Ehe mit Emilie Johanna Antonie Schönbohm (1869–1929) verheiratet. Im Jahr 1944 ging er seine zweite Ehe ein.

## Werke
Die Größe der Instrumente wird in der fünften Spalte durch die Anzahl der Manuale und die Anzahl der klingenden Register in der sechsten Spalte angezeigt. Ein großes „P“ steht für ein selbständiges Pedal und ein kleines „p“ für ein angehängtes Pedal. Eine Kursivierung zeigt an, dass die betreffende Orgel nicht mehr oder nur noch der Prospekt erhalten ist.
| Jahr      | Ort                     | Gebäude                                              | Bild | Manuale | Register | Bemerkungen                                                                                                 |
| --------- | ----------------------- | ---------------------------------------------------- | ---- | ------- | -------- | --- |
| 1902      | Eppendorf               | St.-Johannis-Kirche                                  |      |         |          | Neubau; 1916 und 1947 Umbauten durch Rother; 1953/55 ersetzt                                                |
| 1904      | Kirchwerder             | St. Severini                                         |      | II/P    | 26       | Erweiterungsumbau                                                                                           |
| 1906      | Neustadt                | Lutherkirche                                         |      |         |          | Neubau; im Zweiten Weltkrieg vernichtet                                                                     |
| 1906      | Allermöhe               | Dreieinigkeitskirche                                 |      | II/P    | 18       | Neubau; Prospekt erhalten                                                                                   |
| 1906      | Franzburg               | Kirche Franzburg                                     |      | II/P    | 22       | Neubau, von 1906 bis 2007 in der Justizvollzugsanstalt Fuhlsbüttel                                          |
| 1911      | Ochsenwerder            | St. Pankratius                                       |      | II/P    | 32       | Erweiterungsumbau                                                                                           |
| 1911–1913 | Billwerder              | St. Nikolai                                          |      | II/P    | 32       | Neubau |
| 1914      | Altona, heute St. Pauli | St. Joseph                                           |      |         |          | Neubau; 1943 zerstört                                                                                       |
| 1914      | Winterhude              | Gelehrtenschule des Johanneums, Maria-Louisen-Straße |      |         |          | Neubau; 1957 ersetzt                                                                                        |
| 1919      | Zehna                   | Dorfkirche Zehna                                     |      | I/P     | 6        | Neubau hinter historischem Prospekt, 1953 mutwillig zerstört, 2016 durch Mecklenburger Orgelbau restauriert |
| 1921      | Eilbek                  | Versöhnungskirche                                    |      | III/P   | 39 (37)  | Neubau; Prospekt und einige Register erhalten                                                               |
| 1927      | Hamburg                 | Israelitischer Tempel                                |      |         |          | Neubau; nicht erhalten                                                                                      |
| 1924      | Uhlenhorst              | St. Gertrud                                          |      | III/P   | 46       | Reparatur der Orgel von Ernst Röver; 1963 ersetzt                                                           |
| 1925      | Harvestehude            | St. Johannis                                         |      |         |          | Erweiterungsumbau; 1974 ersetzt, Prospekt der Marcussen-Orgel von 1882 erhalten                             |
| 1929      | Hamburg                 | St. Thomas                                           |      |         |          | Erweiterung; 1943 zerstört                                                                                  |
| 1946–1947 | Hamburg                 | Englische Kirche                                     |      | II/P    | 22       | Nach Kriegsschäden Wiederherstellung der Orgel von Ernst Röver mit neuem Prospekt                           |